# Makrokinetik
Die Makrokinetik ist neben der Mikrokinetik ein Teilgebiet der Reaktionskinetik. Im Gegensatz zur Mikrokinetik beschäftigt sie sich nicht nur mit dem zeitlichen Ablauf einer Reaktion, sondern auch mit makroskopischen Einflüssen wie dem Wärme- und Stofftransport. Die Makrokinetik beschreibt die physikalischen und chemischen Vorgänge in einem Reaktor. Sie dient einerseits der Prognose des Verhaltens des beschriebenen Systems, andererseits auch dem Erlernen und Erkennen der Abläufe und Prozesse in einem Reaktor. 
Hierzu ist die Kenntnis der Reaktorform, der Transport- und den Stoffumsetzungsprozesse und deren mathematische Abbildung erforderlich. Diese mathematische Formulierung erfolgt zumeist durch Differentialgleichungen (Reaktions-Diffusions-Gleichungen, Bilanzgleichung der Massen).

## Transportprozesse

### Advektion
Die Advektion (auch Konvektion) ist der Stofftransport durch Strömung. Für das Gesamtsystem muss die Kontinuitätsgleichung {\displaystyle {\frac {\partial \rho }{\partial t}}+\nabla \cdot (\rho {\vec {u}})=0} erfüllt sein. Das bedeutet, dass sich die Differenz aus Zu- und Ablauf im Reaktor befinden muss. Die Theorie zur Advektion liefert die Hydrodynamik.

### Diffusion
Unter Diffusion versteht man den Transport von Stoffen, dessen treibende Kraft ein Konzentrationsgradient ist. Der Stofftransport ist umso größer, je größer der Konzentrationsgradient und eine beschreibende Größe, der Diffusionskoeffizient, sind. Die quantitative Beschreibung liefern die Fick'schen Gesetze:
Eindimensional: {\displaystyle J=-D{\frac {\partial c}{\partial x}}} und {\displaystyle {\frac {\partial c}{\partial t}}=D{\frac {\partial ^{2}c}{\partial x^{2}}}}

Mehrdimensional: {\displaystyle J=-D\cdot grad(c)} und {\displaystyle {\frac {\partial c}{\partial t}}=div(D\cdot grad(c))}